# Biotransformacija
Biotransformacija je kemijska sprememba spojin, kot so hranila, aminokisline in zdravilne učinkovine v posamezne derivate. Potrebna je tudi za pretvorbo nepolarnih komponent v polarne, da se lažje izločajo iz telesa.

## Metabolizem zdravil
Metabolizem zdravil ali toksinov v telesu je primer biotransformacije, kjer telo spremeni tujo komponento v bolj hidrofilno obliko in s tem se poveča njena stopnja izločanja iz organizma preko urina. Obstaja veliko procesov preko katerih se to zgodi, same poti metabolizma zdravil pa se delijo na fazo I in fazo II. Zdravila so podvržena štirim možnim načinom biotransformacije: aktivno zdravilo do neaktivnega metabolita, aktivno zdravilo do aktivnega metabolita, neaktivno zdravilo do aktivnega metabolita in aktivno zdravilo do toksičnega metabolita (biotoksifikacija). Ti procesi vključujejo oksidativne, reduktivne in hidrolitične reakcije. Reakcije vodijo do hidrofilnih oblik metabolitov. Pride do tega, da se polarne molekule zdravila izpostavijo na površini in molekula postane bolj vodotopna ter se kot taka lahko izloči iz telesa.

## Mikrobna biotransformacija
Biotransformacija različnih onesnažil je trajnostni način, kako očistiti onesnaženo okolje. Metode bioremediacije in biotransformacije izkoriščajo mikrobno katabolno diverziteto za razgradnjo, transformacijo ali akumulacijo širokega spektra komponent, vključujoči ogljikovodike (olje), poliklorirane bifenile (PCB), policiklične aromatske ogljikovodike (PAH), farmacevtske substance, radionukleotide in kovine. Veliki metodološki napredki v zadnjih letih so omogočili učinkovite genomske, metagenomske, proteomske, bioinformacijske in druge visoko zmogljive analize mikroorganizmov, ki so okoljsko zanimivi in tako omogočajo vpoglede v biotransformacijske in razgradne poti ter zmožnosti mikroorganizma, da se prilagodi na spreminjajoče okoljske pogoje.

## Biodegradacija nafte
Nafta je toksična za večino živih oblik življenja in kronično onesnaženje okolja z njo povzroča velike ekološke probleme, pri čemer je še posebej ranljivo morsko okolje. Kljub toksičnosti, je precejšnji delež nafte, ki vstopa v morski sistem, odstranjen z delovanjem mikrobnih združb, ki razgrajujejo ogljikovodike. Predstavnica takšnih mikororganizmov je bakterija Alcanivorax borkumensis, verjetno najbolj pomembna razgrajevalka nafte, ki ima tudi potencial v biotehnoloških aplikacijah na področju bioplastike in biokatalize.

## Metabolni inženiring in biokataliza
Študije poti odpornih organskih kemikalij v okolju je odkrila veliko encimatskih reakcij, ki imajo velik potencial v organski sintezi. Nove katalizatorje lahko pridobimo iz metagenomskih knjižnic in sekvenciranjem DNK. Imamo veliko možnosti za prilagoditev katalizatorjev za specifične reakcije in razne procesne zahteve z racionalno in naključno mutagenezo razširi obseg aplikacij v industriji finih kemičnih izdelkov in področju biodegradacije. V veliko primerih moram raziskati delovanje katalizatorjev pri biokonverzijah z uporabo celotne celice ali pri fermentaciji, uporabiti široke pristope za razumevanje fiziologije in metabolizma vrste, racionalne pristope za inženiring celic z encimi. Biokataliza imenujemo uporabo naravnih katalizatorjev, kot so encimi, da izvedemo kemično pretvorbo snovi. Za to se uporabljajo encimi izolirani iz celic ali pa celotne celice z encimi v notranjosti. 
Najbolj znana zgodovinska uporaba biokatalizatorjev je v industriji hrane (sir) in pijače (vino, pivo). V zadnjih desetletjih pa se je razširila njihova uporaba predvsem v kemični, farmacevtski in kozmetični industriji. Pri organski sintezi je zelo pomembna selektivnost molekul, ki je potrebna za vzdrževanje visokega izkoristka posameznega produkta. Poznamo veliko selektivnih organskih reakcij, vendar pa v organski kemiji še vedno obstaja problem kiralnosti molekul, kjer pa je bil v zadnjih letih narejen velik napredek v njihovi sintezi z uporabo biokatalizatorjev. Encimi imajo več tipov selektivnosti: kemoselektivnost, regioselektivnost in diastereoselektivost ter enantioselektivnost. Te lastnosti so tudi glavni razlog, da se v sintezni kemiji obračajo na biokatalizo. Posebej je pomembna pri sintezi čistih enantiomerov, ki služijo kot kiralni gradbeni bloki za zdravila in kemikalije v kmetijstvu. Prednost biokatalizatorjev je tudi, da so okolju neškodljivi, saj se popolnoma razgradijo v okolju. Prav tako encimi delujejo pod blagimi pogoji (nizka temperatura, nevtralen pH, vodni medij), kar zmanjša prisotnost nezaželenih stranskih reakcij, kot so dekompozicija in racemizacija. Možna pa je tudi uporaba več zaporednih reakcij (metabolni inženiring).